# 老後に備えて異世界で8万枚の金貨を貯めます
『老後に備えて異世界で8万枚の金貨を貯めます』（ろうごにそなえていせかいではちまんまいのきんかをためます）は、FUNAによるライトノベル。略称は「ろうきん」、「ろうきん8」。2015年11月より「小説家になろう」に投稿され、2017年6月にKラノベブックス（講談社）より書籍化された。イラストは5巻までは東西、6巻以降はモトエ恵介が担当している。「小説家になろう」での閲覧数は1億1800万を超え、2024年9月時点で電子版を含めたシリーズ累計部数は200万部を超えている。
メディアミックスとして、書籍化と同じく2017年6月より、ウェブコミック配信サイト『水曜日のシリウス』でモトエ恵介によるコミカライズが連載中。2023年1月から3月までテレビアニメが放送された。

## あらすじ
両親と兄を突然交通事故で失い、大学受験に失敗した山野光波（ミツハ）は、謎の生命体のかけらを引きちぎったことにより、中世ヨーロッパ風の異世界と元の世界を自由に行き来する能力を得る。そして、もし転移する能力が突然消えても老後まで安泰なように、日本円で20億円相当、異世界金貨で8万枚を貯めることを目標とする。
異世界で最初に出会い、生死をともにした山村の幼女コレットに別れを告げて村を出たミツハは、いったん地球へ戻って護身用の武器を購入し、傭兵団と契約して武器の扱い方を習得すると再び異世界へ転移する。街では領主であるボーゼス伯爵に面会し、演技と日本から仕入れたお土産で伯爵一家の同情を得て、援助を受けることになる。王都に出て、日本から仕入れた商品を売る雑貨屋兼相談所を開店すると、子爵家令嬢アデレートのデビュタント・ボールをプロデュースし、地球の料理を「ヤマノ料理」として広める。また、店にお忍びで来店していた第3王女のサビーネが誘拐犯に襲われるところを助け、懐かれるとともに国王の知己を得る。
隣の帝国が魔物を引き連れて王国に侵攻してきた際には、地球から傭兵団を集団転移させ、帝国軍とドラゴンを撃退する。救国の英雄となったミツハは王都民から「雷の姫巫女」と称えられ、国から子爵位と領地を与えられるが、そこは王国北部海岸沿いの村がいくつかあるだけの小さな地方だった。ミツハが地球のブログで専門家たちの意見を聞きつつ領地の改革を実行していく中、他の大陸から侵略者の船団が現れる。この船団員を能力で捕虜にしたミツハは、また次の船団がやって来た時のために備えて対策を講じる。

## 登場人物
年齢は初登場時のもの。声の項はテレビアニメ版における声優。

### 主要人物
山野 光波（） / ミツハ・フォン・ヤマノ
声 - 長江里加
本作の主人公。18歳。高校卒業前に事故で両親と兄を失い、その後の混乱で大学受験にも失敗する。不良に絡まれて崖から転落した際、謎の生命体のかけらを引きちぎり融合した結果、異世界間を転移する能力を得た。異世界の知った場所や強くイメージできる場所へなら自在に転移が可能であり、連続で転移すれば同じ世界の遠方へも転移できる。さらに、謎の生命体は「痛み」という新しい感覚を知ったお礼として、ミツハに自己治癒能力と会話相手の言語知識を理解する力を与えたが、治癒能力の副作用としてミツハの身体は童顔かつ低身長という日本では中学生くらいにしか見えない状態から成長しなくなる。王国では「別大陸の王女、姫巫女であったが、王位継承争いを避けるためにこの国に逃れてきた」という設定を使う。
コレット
声 - 立花理香
ボーゼス伯爵領の山村に住む少女。8歳。年齢の割には怪力であり、頭の回転も速い。森の中で気絶しているミツハを発見した。共に山菜採り中だったところを狼に襲われ、ミツハに助けられる。ミツハが村を去る際には泣いて別れを惜しんだが、彼女が子爵になった際には家臣候補としてヤマノ領に迎えられる。
サビーネ
声 - 前田佳織里
ゼグレイウス王国第3王女。10歳。お忍びでミツハの雑貨店を訪れた帰りに誘拐犯によって攫われそうになったところをミツハに助けられ、それ以降は彼女を「ミツハ姉さま」と呼んで懐く。目的のためには手段を選ばない腹黒い面がある。

### ボーゼス家
ボーゼス伯爵
声 - 杉田智和
名前はクラウス・フォン・ボーゼス。ミツハが最初に異世界へ転移した地方を治める領主。貴族としては人柄が良く、ミツハの後ろ盾かつ親代わりとなる。後に侯爵へ陞爵する。
イリス
声 - 明坂聡美
ボーゼス夫人。ミツハの「設定」をすぐ信じて涙するほど情に厚いが、怒らせると怖い。
アレクシス
声 - 熊谷健太郎
ボーゼス家の長男。18歳。以前はナンパな青年貴族であった。ミツハと知り合った後は彼女に一途となるが、相手にされていない。帝国の暗殺者からアイブリンガー侯爵とミツハを守った功績で子爵位を受け、ヤマノ領の隣に領地を与えられる。
テオドール
声 - 永塚拓馬
ボーゼス家の次男。15歳。ミツハが持ちこんだお土産のナイフをきっかけに、ナイフマニアとなる。
ベアトリス
声 - 花井美春
ボーゼス家の長女。13歳。のちにミツハとクラウスが設立した商会を任される。
シュテファン
声 - 飛田展男
ボーゼス家の執事。

### ライナー家
ライナー子爵
声 - 上田燿司
新興子爵家当主。柔軟な考えの持ち主であり、ミツハによる型破りな娘のデビュタント・ボールの提案を受け入れる。
アデレート
声 - 石原夏織
ライナー子爵家令嬢、15歳。デビュタント・ボールをミツハにプロデュースされる。のちに王国の貴族令嬢たちの親睦組織「ソロリティ」のまとめ役になる。
マルセル
声 - 落合福嗣
ライナー邸の料理長。腕は確かだが料理長としての経験は浅い。アデレートのデビュタント・ボールに向けてミツハによる地球料理の特訓を受ける。デビュタント・ボールの成功後、地球料理は「ヤマノ料理」と呼ばれて王都に広まり、マルセルはその第一人者となる。
アンケ、ブリッタ、カルラ
声 - 飯田ヒカル（アンケ）、丸岡和佳奈（ブリッタ）、涼本あきほ（カルラ）
ライナー子爵邸の使用人3人娘。雑貨屋ミツハの初めての客であり、ライナー子爵邸での仕事へのきっかけともなった。ミツハによる脳内呼称は「少女 A、B、C」。

### 王宮
国王
声 - 速水奨
ゼグレイウス王国国王。当初はミツハの存在を警戒していたが、「面白そうだから」という理由で受け入れる。
ザール
声 - 島田敏
王国宰相。目の衰えから引退を考えていたが、ミツハが持ちこんだ老眼鏡によって宰相職を続行する。
アイブリンガー侯爵
声 - 遠藤大智
王国軍の総指揮官。国王とは若い頃からの親友。

### その他
「それ」
声 - 堀内賢雄
いくつもの世界を渡り、観察することを楽しみとしている精神エネルギー生命体。崖から落ちていくミツハに身体の一部が引きちぎられて融合したため、彼女は異世界間を渡る能力を得た。それに伴って自身が「痛み」という新しい感覚を知ったお礼として、ミツハに自己治癒能力と会話相手の言語能力を理解する力を与えた。漫画とアニメでは、ミツハの前に姿を現すときに招き猫の姿をとる。
隊長さん
声 - 村井雄治
地球の傭兵団「ウルフファング」の隊長。ミツハの護身用武器を代理購入し、扱い方を教える。王国が侵攻された際には傭兵団を率いて異世界へ転移し、魔物を含む帝国軍を撃退する。その際に倒したドラゴンの死体を持ち帰ったために地球では騒動となったが、それ以降はミツハと地球各国政府の連絡の窓口を務める。
山野 剛史
声 - 福山潤
光波の2歳上の兄。物語開始の半年前に両親共々交通事故に遭い、死亡している。重度のオタクかつサバゲープレイヤーであり、古いSFや時代劇、アニメにも造詣が深い。そのオタク知識と前向きな生き方は、光波に大きな影響を与えた。アニメでは登場回数が増えており、光波が行動に迷った時に脳内でアドバイスを行う。
岸山 則子
声 - 田中那実
日本で「乙女洋裁店」を営む、光波の昔からの知り合い。コスプレ好きが高じて洋裁店を開いた。光波のドレスのほか、アデレートのデピュタント用ドレスや寸劇衣装を制作する。光波による脳内呼称は「腐女子店長」だが、腐女子（BL好き）ではない。
スヴェン、ゼップ、グリット、イルゼ
声 - 木島隆一（スヴェン）、堀江瞬（ゼップ）、大地葉（グリット）、佐伯伊織（イルゼ）
同じ村の出身で王都を拠点にする4人組の傭兵。ミツハが雑貨屋の品ぞろえの参考にするため、4人の狩りを見学する。ミツハが子爵となった際には、ヤマノ領軍の士官待遇で迎えられる。
アリーナ
声 - 田所あずさ
王都の食堂「楽園亭」の娘。ライバル料理店の陰謀に遭って食堂を乗っ取られそうになったため、ミツハの相談所にやってきた。事件解決後、楽園亭はヤマノ料理を出す店としてにぎわう。
クンツ
王都で「クンツの木工加工屋」を営む熟練の木工職人。雑貨屋ミツハの内装工事と家具作りを担当し、ついでに頼まれた地球の機器の設置や配管工事なども難なくこなす。

## 既刊一覧
特記の無い限り発売日は講談社コミックプラスの書籍情報による。

### 小説
- FUNA（著）・東西（イラスト、1 - 5巻[注 2]）→モトエ恵介（イラスト、6巻 - ） 『老後に備えて異世界で8万枚の金貨を貯めます』 講談社〈Kラノベブックス〉、既刊10巻（2025年1月31日現在）

| 巻数 | 発売日        | ISBN              |
| ---- | ------------- | ----------------- |
| 1    | 2017年6月29日 | 978-4-06-365027-3 |
| 2    | 2017年12月1日 | 978-4-06-365045-7 |
| 3    | 2018年5月2日  | 978-4-06-511899-3 |
| 4    | 2019年1月9日  | 978-4-06-514550-0 |
| 5    | 2019年8月30日 | 978-4-06-517347-3 |
| 6    | 2021年7月2日  | 978-4-06-519781-3 |
| 7    | 2022年8月2日  | 978-4-06-528788-0 |
| 8    | 2023年3月2日  | 978-4-06-531306-0 |
| 9    | 2024年3月1日  | 978-4-06-534789-8 |
| 10   | 2025年1月31日 | 978-4-06-538569-2 |

### 漫画
- モトエ恵介（漫画）・FUNA（原作）・東西（キャラクター原案） 『老後に備えて異世界で8万枚の金貨を貯めます』 講談社〈シリウスKC〉、既刊13巻（2024年10月8日現在）

| 巻数 | 発売日        | ISBN              |
| ---- | ------------- | ----------------- |
| 1    | 2017年12月1日 | 978-4-06-510503-0 |
| 2    | 2018年5月9日  | 978-4-06-511383-7 |
| 3    | 2019年1月9日  | 978-4-06-514100-7 |
| 4    | 2019年5月9日  | 978-4-06-515415-1 |
| 5    | 2019年12月4日 | 978-4-06-517801-0 |
| 6    | 2020年6月9日  | 978-4-06-519726-4 |
| 7    | 2020年12月9日 | 978-4-06-521588-3 |
| 8    | 2021年6月9日  | 978-4-06-523515-7 |
| 9    | 2021年12月9日 | 978-4-06-526108-8 |
| 10   | 2022年8月8日  | 978-4-06-528783-5 |
| 11   | 2023年2月9日  | 978-4-06-530569-0 |
| 12   | 2023年12月7日 | 978-4-06-533826-1 |
| 13   | 2024年10月8日 | 978-4-06-537082-7 |
| 14   | 2025年7月9日  | 978-4-06-539870-8 |

## テレビアニメ
2022年7月にテレビアニメ化が発表され、2023年1月から3月まで朝日放送テレビ・テレビ朝日系列『ANiMAZiNG!!!』枠ほかにて放送された。

### スタッフ
- 原作 - FUNA[11]
- 監督 - 玉田博[11]
- シリーズ構成 - 稲荷明比古[11]
- キャラクターデザイン - 福地友樹[11]
- モンスターデザイン - 江間一隆
- 服装デザイン - 萩原みちる、中園仁、高橋英宜
- プロップデザイン - 新谷真昼、雅彩アズサ、yUneshi、小川浩
- 銃器デザイン - 高橋英宜
- 軍事監修 - 綾部剛之
- 美術監督 - 高橋忍
- 色彩設計 - 小鹿絵里
- 撮影監督 - 廣奥力也
- 編集 - 後藤正浩
- 音響監督 - 阿部信行
- 音楽 - 高橋哲也
- 音楽プロデューサー - 藤江将希
- プロデューサー - 長谷川百合、塩谷佳之、柿崎大輝、黒須信彦、中川岳、先崎正志
- プロデュース - 兼光一博
- 制作プロデューサー - 中智仁、菊地悠太
- アニメーション制作 - FelixFilm[11]
- 製作 - 「ろうきん」製作委員会[11]

### 主題歌
「光ったコインが示す方」
前田佳織里によるオープニングテーマ。作詞・作曲は田仲圭太、編曲はTOPICS.LAB。
「やっぱりエコノミー」
YABI×YABIによるエンディングテーマ。作詞・作曲は月川玲、Chie、編曲はYABI×YABI。

### 各話リスト
| 話数 | サブタイトル                  | 脚本       | 絵コンテ        | 演出              | 作画監督                                                                             | 総作画監督                   | 初放送日      |
| ---- | ----------------------------- | ---------- | --------------- | ----------------- | ------------------------------------------------------------------------------------ | ---------------------------- | ------------- |
| #01  | ミツハ、異世界に行く          | 稲荷明比古 | 玉田博          | 小林孝志          | 山本里織                                                                             | 福地友樹                     | 2023年 1月8日 |
| #02  | 野望の王国                    | 稲荷明比古 | 石井ゆみ子      | 白石道太          | 村山綾音 橋本穂高 市橋雄一 斎藤大輔                                                  | 萩原みちる                   | 1月15日       |
| #03  | ミツハ、演じる！              | 村上深夜   | 辻初樹          | 田中良治          | 後藤玲奈 無錫京飛動畫製作有限公司 無錫裕辰動画                                       | 森川侑紀                     | 1月22日       |
| #04  | 雑貨屋ミツハ                  | 久尾歩     | 熊野千尋        | 矢吹勉            | TripleA                                                                              | 三島千枝                     | 1月29日       |
| #05  | お嬢様をプロデュース！        | 久尾歩     | 辻初樹          | 濱田翔            | 石井ゆみこ 星和伸 村山綾音 小島祐佳                                                  | 石井ゆみこ                   | 2月5日        |
| #06  | おねだりベアトリスちゃん      | 村上深夜   | 三田浩士        | 白石道太          | 斎藤大輔 小島祐佳 橋本穂高 中園仁                                                    | 萩原みちる 三島千枝          | 2月12日       |
| #07  | ミツハの大冒険                | 村上深夜   | 辻初樹          | 飯村正之          | 葉増堯 清水和也 無錫裕辰動画 スタジオ マスケット                                     | 森川侑紀                     | 2月19日       |
| #08  | ミツハ、お城へ行く            | 久尾歩     | 辻初樹          | 高村雄太          | 内藤伊之介 中曾根詩織 清水勝祐 施婷 曾品喬 UB CHEN 寧波麦冬動画                      | 福地友樹                     | 2月26日       |
| #09  | 楽園亭奇譚                    | 久尾歩     | 辻初樹          | 田中良治          | 森木靖泰 後藤玲奈 無錫京飛動畫製作有限公司 無錫裕辰動画 スタジオ マスケット          | 森川侑紀                     | 3月5日        |
| #10  | ならば戦争だ                  | 稲荷明比古 | 友田政晴 玉田博 | 白石道太          | 小島祐佳 中園仁 村山綾音 楊國福 赵玲 姚远 陈玉峰 王艳                                | 萩原みちる                   | 3月12日       |
| #11  | 姫巫女の出陣                  | 村上深夜   | にわ素彦        | にわ素彦 白石道太 | 小島祐佳 山本里織 石井ゆみこ 村山綾音 斎藤大輔                                       | 三島千枝                     | 3月19日       |
| #12  | 異世界で8万枚の金貨を貯めます | 稲荷明比古 | 石山タカ明      | 玉田博            | 市橋雄一 山本里織 米田騎士 中園仁 萩原みちる 村山綾音 山田俊太郎 スタジオ マスケット | 福地友樹 萩原みちる 三島千枝 | 3月26日       |

### 放送局
| 放送期間               | 放送時間                     | 放送局                                              | 対象地域・備考                       |
| ---------------------- | ---------------------------- | --------------------------------------------------- | ------------------------------------ |
| 2023年1月8日 - 3月26日 | 日曜 2:00 - 2:30（土曜深夜） | 朝日放送テレビ（幹事局）および テレビ朝日系列全24局 | 日本国内 『ANiMAZiNG!!!』枠          |
|                        | 日曜 23:30 - 月曜 0:00       | BS11                                                | BS放送 / 『ANIME+』枠                |
| 2023年1月9日 - 3月27日 | 月曜 21:30 - 22:00           | AT-X                                                | CS放送 / 字幕放送 / リピート放送あり |

| 配信開始日    | 配信時間                  | 配信サイト |
| ------------- | ------------------------- | --- |
| 2023年1月8日  | 日曜 2:30（土曜深夜）更新 | dアニメストア DMM TV |
| 2023年1月13日 | 金曜 2:30（木曜深夜）更新 | U-NEXT アニメ放題 ABEMA バンダイチャンネル Hulu FOD Amazon Prime Video ニコニコチャンネル GYAO! TVer Amazonビデオ ビデオマーケット music.jp GYAO!ストア クランクイン!ビデオ |
| 2023年1月13日 | 金曜 12:00 更新           | HAPPY!動画 |
| 2023年1月14日 | 土曜 0:00（金曜深夜）更新 | TELASA J:COMオンデマンド milplus auスマートパスプレミアム |

### BD
| 巻  | 発売日        | 収録話         | 規格品番  |
| --- | ------------- | -------------- | --------- |
| BOX | 2023年6月14日 | 第1話 - 第12話 | DMPXA-308 |

| 朝日放送テレビ・テレビ朝日系列 ANiMAZiNG!!! | 朝日放送テレビ・テレビ朝日系列 ANiMAZiNG!!! | 朝日放送テレビ・テレビ朝日系列 ANiMAZiNG!!! |
| 前番組                                      | 番組名                                      | 次番組                                      |
| ------------------------------------------- | ------------------------------------------- | ------------------------------------------- |
| 4人はそれぞれウソをつく                     | 老後に備えて異世界で8万枚の金貨を貯めます   | 異世界召喚は二度目です                      |